# سيدي حرازم (سيدي حرازم)
سيدي حرازم هي إحدى مشيخات المملكة المغربية، تتبع جغرافيا لعمالة فاس وإداريًا لسيدي حرازم. يقدر عدد سكانها بـ 5133 نسمة حسب الإحصاء الرسمي للسكان والسكنى لسنة 2004.